# Neuraeschna maya
Neuraeschna maya är en trollsländeart som beskrevs av Belle 1989. Neuraeschna maya ingår i släktet Neuraeschna och familjen mosaiktrollsländor. Inga underarter finns listade i Catalogue of Life.